# The 355
The 355 (bra: As Agentes 355) é um filme de espionagem dirigido por Simon Kinberg sobre um agente da CIA que se junta a outros agentes internacionais para recuperar uma arma ultrassecreta. O título é derivado da Agente 355, uma espiã dos rebeldes durante a Revolução Americana.
O filme foi não foi bem recebido pela crítica ou pelo público, sendo um fracasso de bilheteria.

## Elenco
- Jessica Chastain - Mason "Mace" Brown
- Lupita Nyong'o - Khadijah
- Diane Kruger - Marie
- Penélope Cruz - Graciela
- Fan Bingbing - Lin Mi Sheng
- Sebastian Stan - Nick
- Édgar Ramírez - Luis
- Emilio Insolera
- Jason Wong
- John Douglas Thompson - Larry Marks
- Hiten Patel - Ahmed-Imam
- Leo Staar - Grady
- Oleg Kricunova - Pyotr Khasanov

## Lançamento
Foi programado para ser lançado pela Universal Pictures em 7 de janeiro de 2022. Tinha sido originalmente programado para ser lançado em 15 de janeiro de 2021, mas foi adiado para 14 de janeiro de 2022, devido à pandemia COVID-19, e por fim foi reprogramado para de 7 de janeiro.
No Brasil, foi lançado pela Diamond Films e Galeria Distribuidora em 20 de janeiro de 2022.

## Recepção

### Crítica
No agregador de críticas Rotten Tomatoes, que categoriza as opiniões apenas como positivas ou negativas, o filme tem um índice de aprovação de 24% calculado com base em 266 comentários dos críticos que é seguido do consenso: "Tem um elenco estelar e é conceitualmente progressivo, mas The 355 desperdiça tudo em uma história esquecível, contada de forma normal". Já no agregador Metacritic, com base em quarenta opiniões de críticos que escrevem em maioria para a imprensa tradicional, o filme tem uma média aritmética ponderada de 40 entre 100, com a indicação de "revisões mistas ou neutras".

### Público
O público pesquisado pelo CinemaScore deu ao filme uma nota média de "B+" em uma escala de A+ a F, o PostTrak relatou que 76% dos membros da audiência deram uma pontuação positiva.